# لینا کراسنوروتسکایا
 لینا کراسنوروتسکایا (انگلیسی: Lina Krasnoroutskaya؛ زاده ۲۹ آوریل ۱۹۸۴) یک تنیس‌باز اهل روسیه است.